# London Motor Museum
Pour les articles homonymes, voir London et Museum.
Le London Motor Museum est un ancien musée de l'automobile, créé en 2012 à Londres au Royaume-Uni, et fermé en 2018,.

## Historique
Ce musée exposait plus de 200 véhicules de collection d'exception, en grande partie américains,, en particulier des années 1960, 1970 et 1980, dont une sélection de tunings, de hot rods, et de voitures célèbres de la télévision et du cinéma, dont Herbie, Volkswagen Coccinelle de La Coccinelle (série de films), des Batmobiles de Batman, une Ford Torino de la série télévisée Starsky et Hutch, une DeLorean DMC-12 semblable à celle de Retour vers le futur (trilogie), une Lotus Esprit de James Bond 007, du film L'Espion qui m'aimait, KITT de K 2000 (série télévisée), une ETV (Extra Terrestrial Vehicle) du film I, Robot...

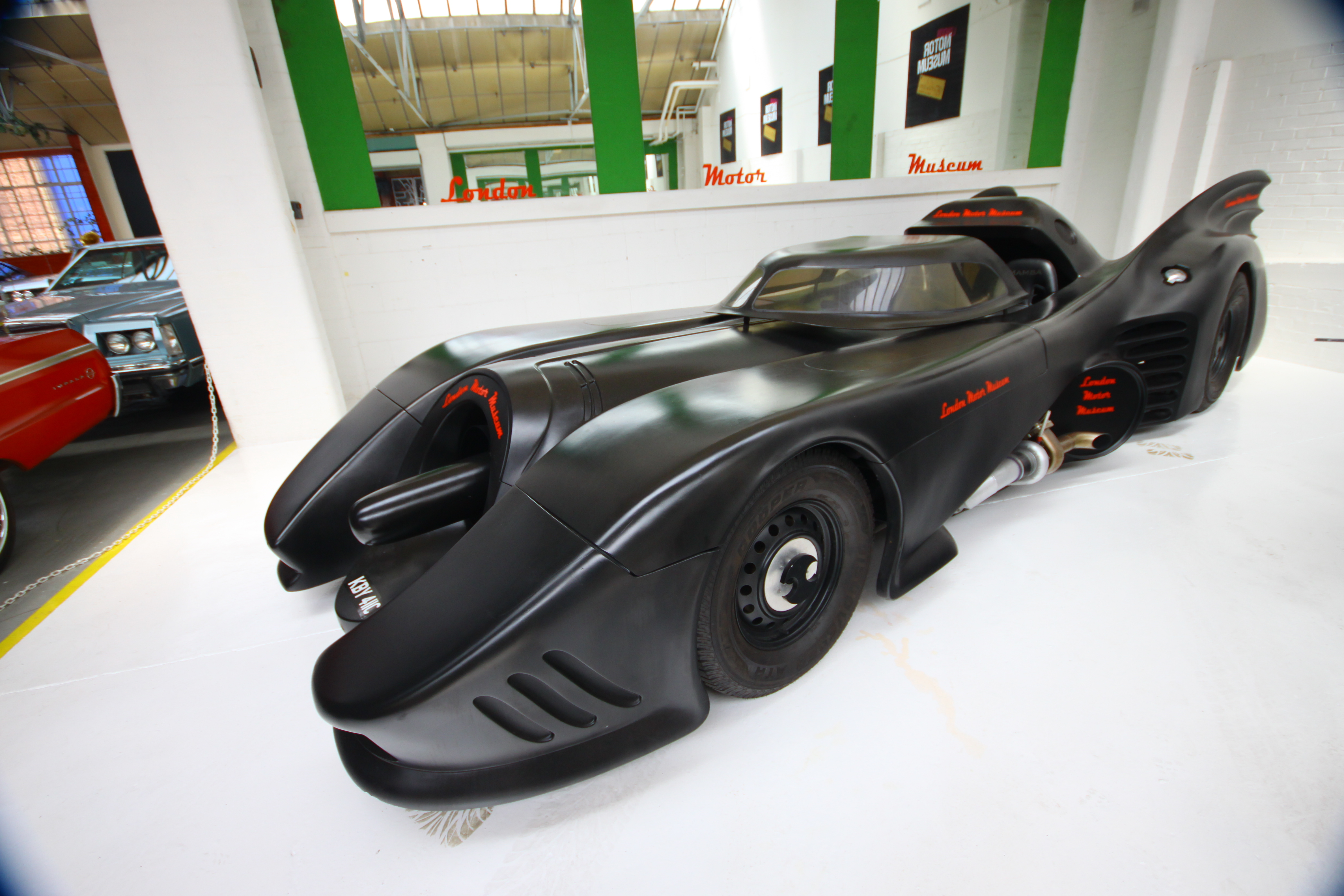
Batmobile (Batman)
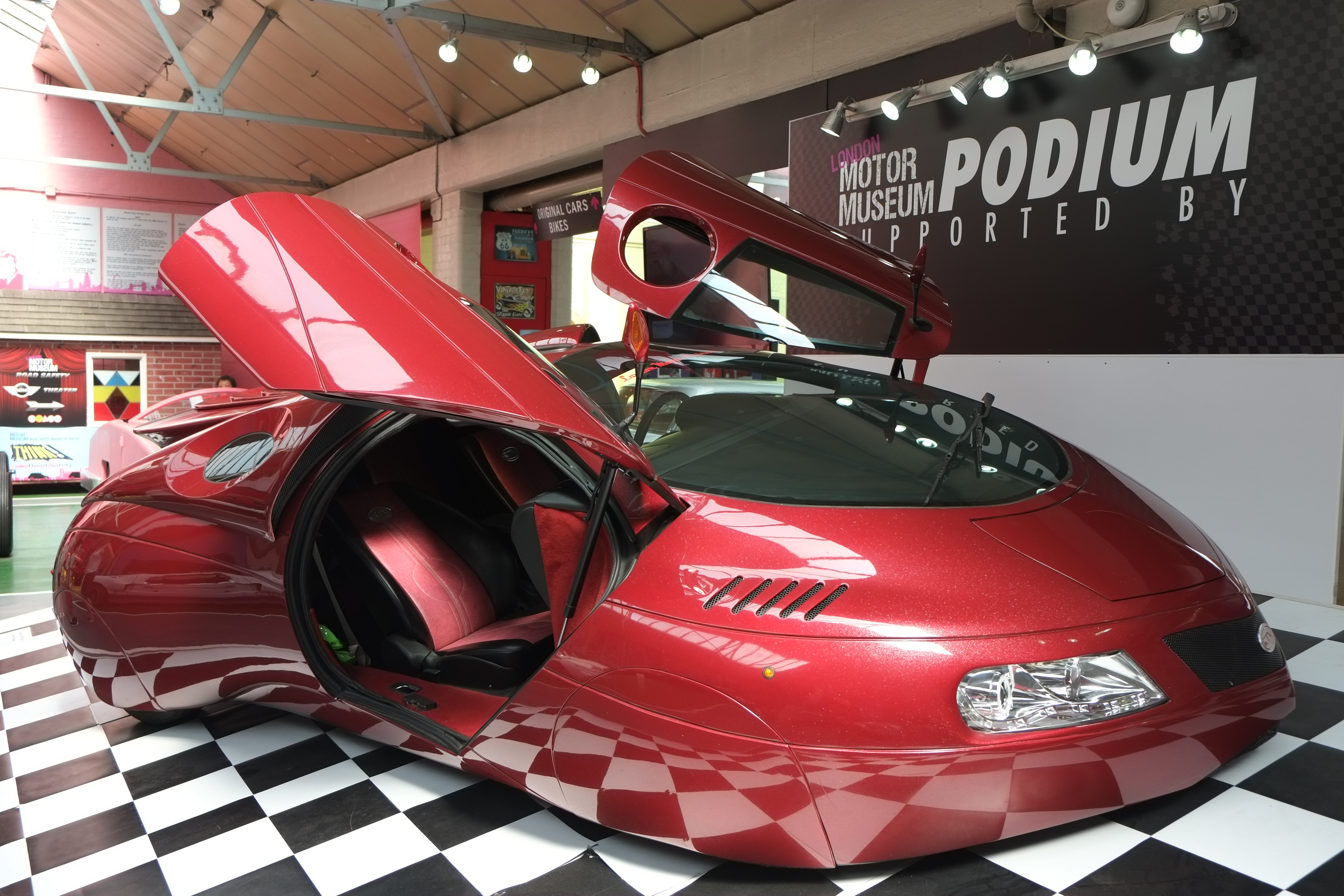
ETV (Extra Terrestrial Vehicle) (I, Robot)

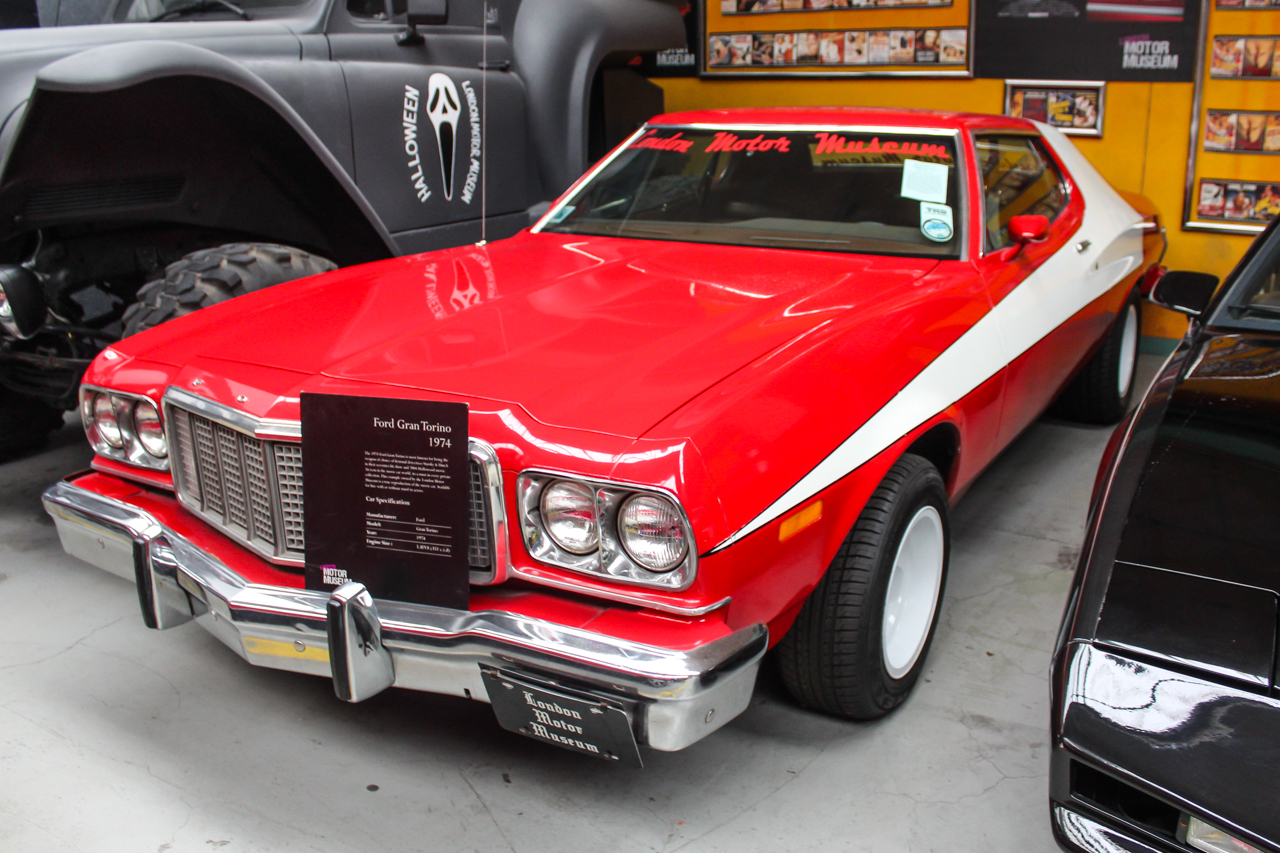
Ford Torino (Starsky et Hutch)
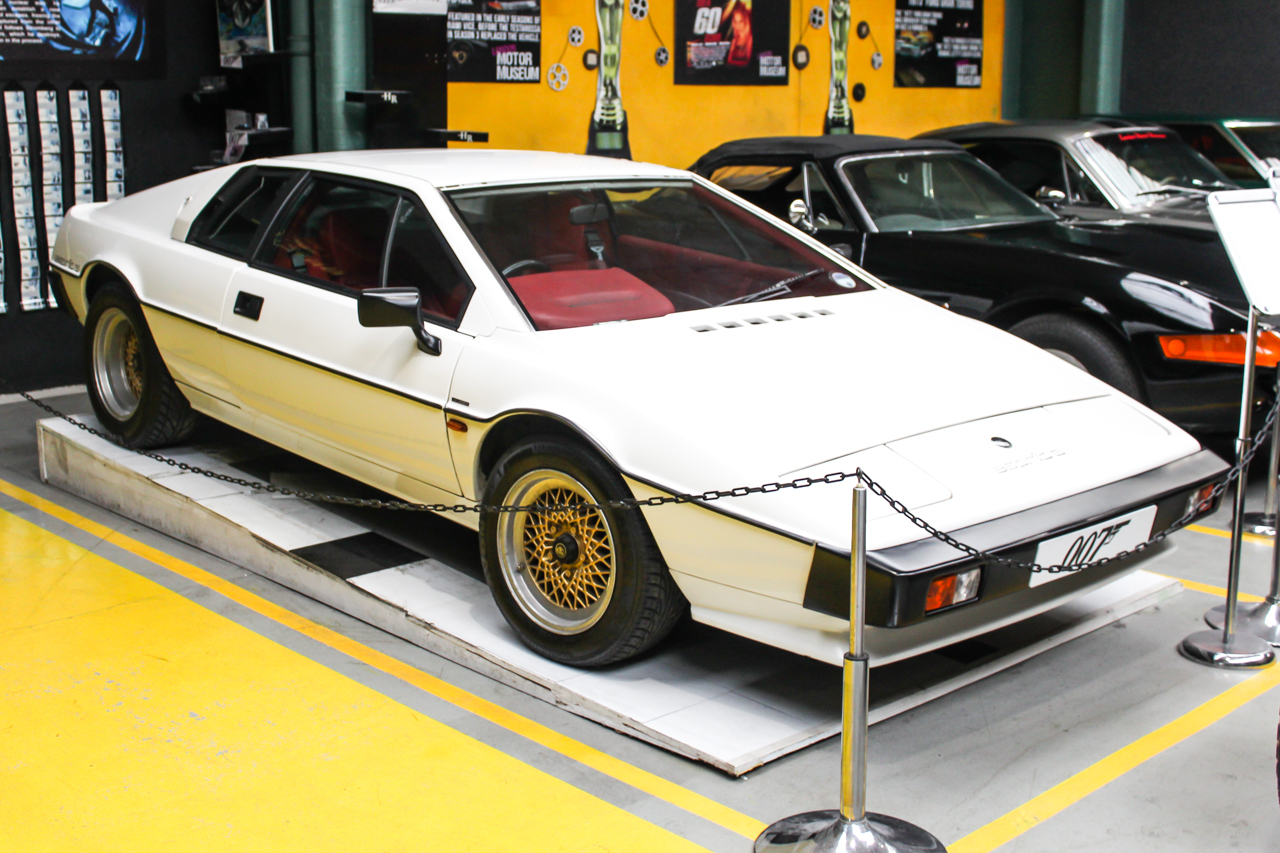
Lotus Esprit (James Bond 007)

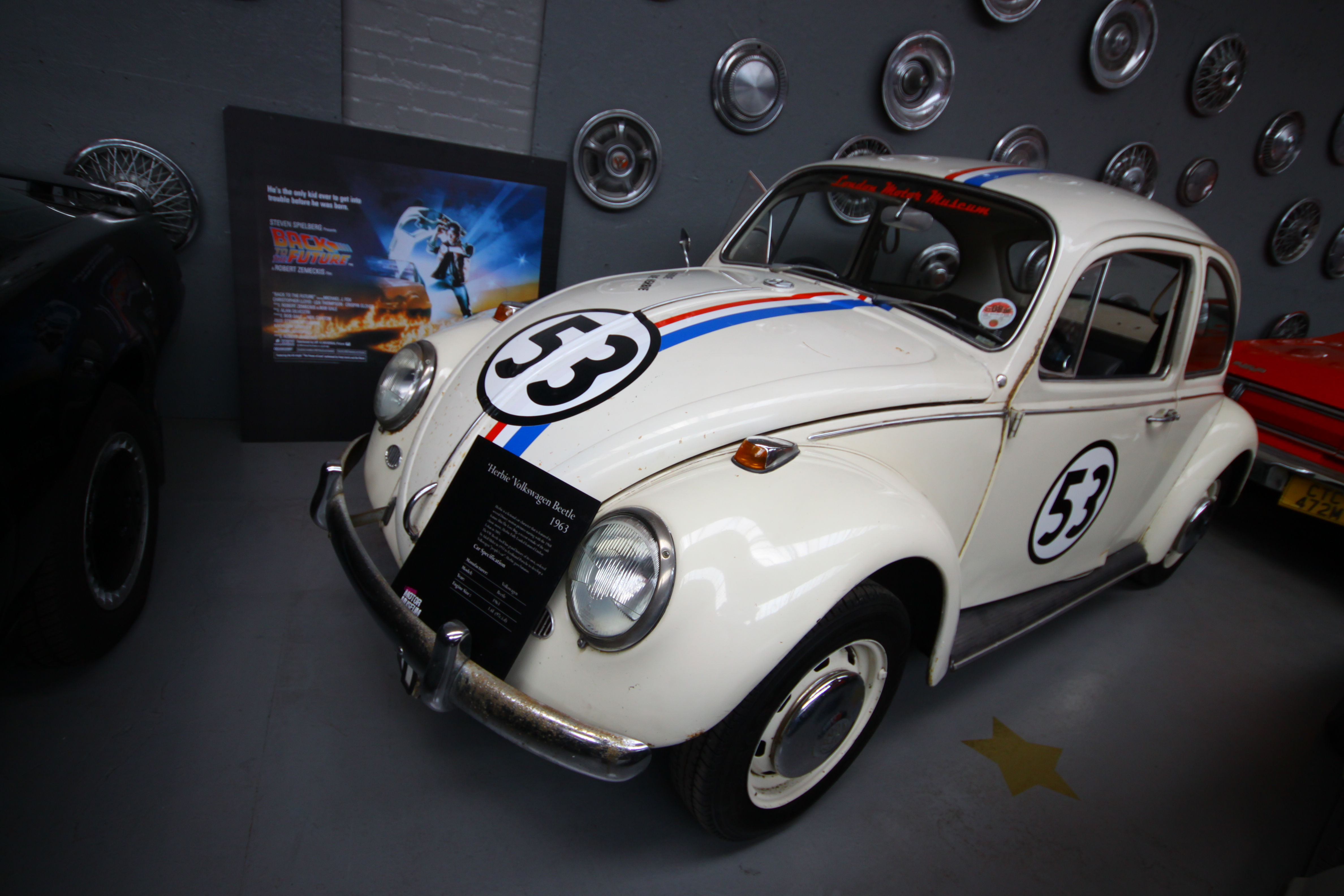
Herbie (La Coccinelle)
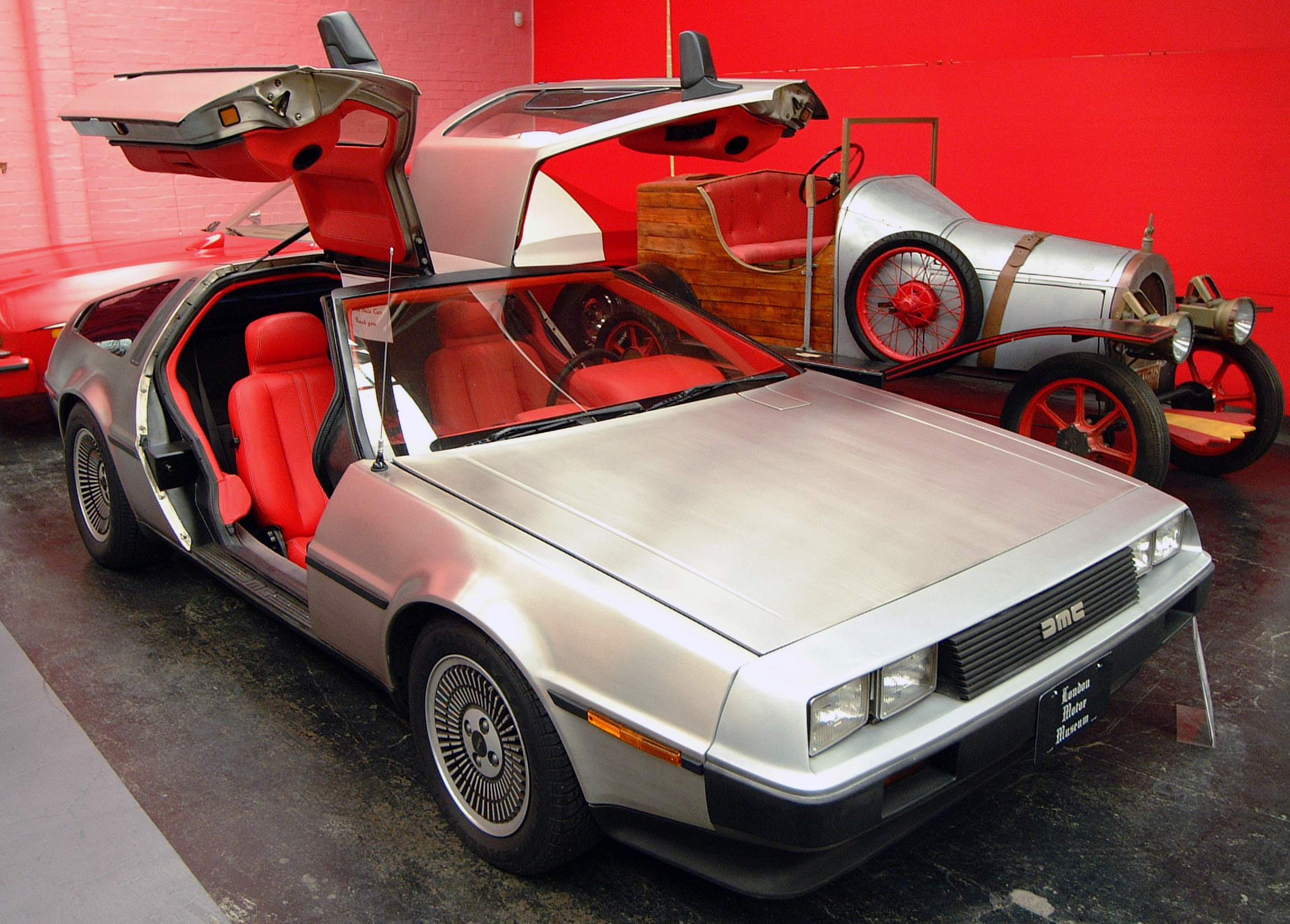
DeLorean DMC-12

Le musée a fermé définitivement en 2018, et les véhicules de la collection ont été en partie répartis vers d'autres musées automobiles du Royaume-Uni,.